# Beilschmiedia oligantha
Beilschmiedia oligantha är en lagerväxtart som beskrevs av Sach.Nishida. Beilschmiedia oligantha ingår i släktet Beilschmiedia och familjen lagerväxter. Inga underarter finns listade i Catalogue of Life.